# Just Out of Reach (album Perry’ego Como)
Just Out of Reach – studyjny album muzyczny autorstwa amerykańskiego piosenkarza Perry’ego Como wydany przez wytwórnię RCA Victor we wrześniu 1975 roku. Jest to dwudziesty trzeci album Como w formacie 12-calowej płyty LP. Został nagrany 22 i 27 stycznia, 27 maja oraz 6 czerwca 1975 roku w RCA „Nashville Sound” Studios w Nashville, Tennessee. Producentem albumu był Chet Atkins. Album zawierał aranżacje typowe dla klasycznego stylu country połączonego z łagodnym wokalem w stylu śpiewanych ballad.

## Lista utworów

### Strona pierwsza
1. „Let's Do It Again”
2. „Then You Can Tell Me Goodbye”
3. „Here, There and Everywhere”
4. „Let It Be Love”
5. „The Grass Keeps Right On Growin'”

### Strona druga
1. „Just Out of Reach”
2. „Let Me Call You Baby Tonight”
3. „Loving Her Was Easier (Than Anything I'll Ever Do Again)”
4. „Make Love to Life”
5. „Love Put a Song In My Heart”